# 斯坦利·德塞尔
斯坦利·德塞尔（英語：Stanley Deser，1931年3月19日—），美国物理学家，因对广义相对论的贡献而知名。 目前，他是布兰戴斯大学的Ancell荣誉物理学教授和加州理工学院的高级研究员。